# Getahovit
Getahovit (in armeno Գետահովիտ?; fino al 1978 Tala) è un comune dell'Armenia di 2 193 abitanti (2010) della provincia di Tavush.